# Планеталь
Планеталь (нем. Planetal) — община в Германии, в земле Бранденбург.
Входит в состав района Потсдам-Миттельмарк. Подчиняется управлению Нимег.  Население составляет 987 человек (на 31 декабря 2010 года). Занимает площадь 42,52 км².
Коммуна подразделяется на 4 сельских округа.
| Год  | Население |
| ---- | --------- |
| 2005 | 1082      |
| 2010 | 1015      |